# Пам'ятник дезертирам (Ерфурт)
50°58′42″ пн. ш. 11°01′14″ сх. д. / 50.9783° пн. ш. 11.0206° сх. д.
Пам'ятник невідомим дезертирам і жертвам нацистської військової юстиції (нім. Deserteursdenkmal Erfurt) установлений неподалік стін бастіону на пагорбі Петерсберг в Ерфурті. Був відкритий у 1995 році у Міжнародний день миру.

## Опис

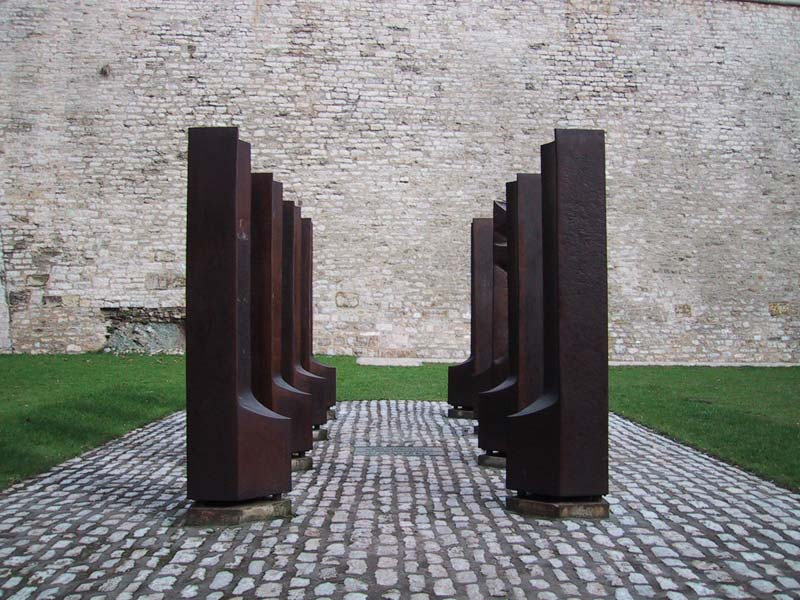

Пам'ятник створив художник Томас Ніколаї (Thomas Nicolai). Він складається з восьми металевих стел, сім із яких стоять прямо, а восьма має індивідуальну форму: вона немов відвернулася і збирається вийти із шеренги. Вона символізує солдата, готового дезертувати.
На бронзовій дошці на тротуарі написано: «Dem unbekannten Wehrmachtsdeserteur — Den Opfern der NS-Militarjustiz — Allen die sich dem Naziregime verweigerten» («В ім'я невідомого дезертира Вермахту — в ім'я жертв нацистської війни — в ім'я усіх тих, хто відмовився підкорюватися націонал-соціалістичному режиму»). Також на табличці наведена цитата з твору Гюнтера Айха (Günter Eich): «Seid Sand, nicht das Öl im Getriebe der Welt» («Будь піском, а не мастилом у машинах світу»).
Скульптор використовував металобрухт (колишні опалювальні котли), оскільки це матеріал зі слідами зношування. Сталь нагадує про битви Другої світової війни. Розташування стел у вигляді вузької алеї створює відчуття занепокоєння, однаковості й безнадійності.
Проблему слухняності та інтеграції з режимом Ніколаї подає як складні відносини між індивідуумом і соціальною системою.
Коли больовий поріг перевищено (на що вказує, зокрема, схилена голова дезертира), право на самовизначення стає правом на відмову.

## Історичний контекст місця

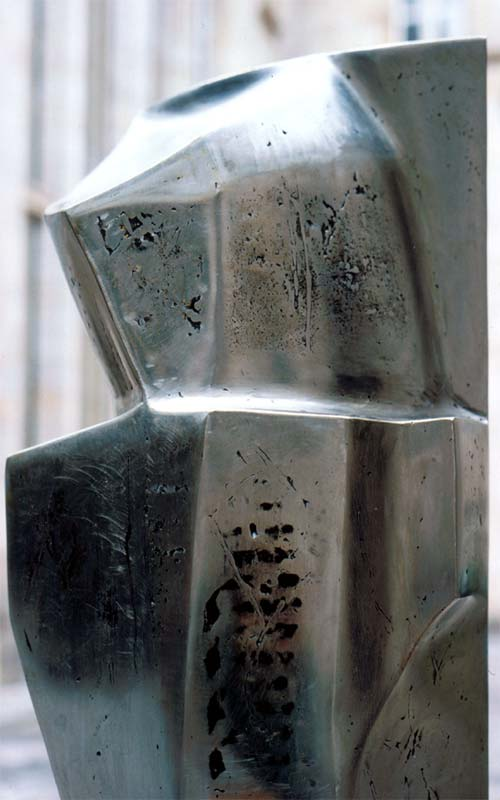
Деталь стели дезертира

Поруч із пам'ятником з 1935 року був розташований військовий суд вермахту 409 ID, у якому під час війни було засуджено до страти близько 50 дезертирів. У підвалі великої прусської оборонної казарми, що стоїть на пагорбі, також були тюремні камери, а деякі ув'язнені навіть були розстріляні в цитаделі.

## Ідея пам'ятника та суперечки
У листопаді 1994 року виникли групи активістів, які прагнули встановити пам'ятник до 8 травня 1995 року (50-річчя поразки нацистської Німеччини). До них входили члени профспілок, групи борців за мир, жертви нацизму, представники церкви, художники. У січні 1995 року активісти ухвалили концепцію скульптора і розвинули її разом із фахівцями з Deutsche Bahn. Встановлення пам'ятника підтримали й такі знаменитості, як Марк Джордано та Герхард Цверенц, який колись і сам був дезертиром. Вони були першими, хто підписав петицію про відкриття пам'ятника.
Наголошувалося на необхідності юридичної реабілітації опонентів. Пам'ятник мав сприяти пробудженню совісті перед порушеннями прав людини, спонукати боротися з будь-яким насильством. Сам Ніколаї завжди підкреслював своє небажання називати дезертирів героями, а солдатів, що залишилися боротися, — лиходіями.
На підтримку встановлення пам'ятника виступили Йошка Фішер, євангелічний єпископ Крістоф Демке (Christoph Demke), міністр із соціальних справ Тюрингії Ірен Елленбергер (Irene Ellenberger), німецька письменниця Кріста Вольф, колишній дезертир Людвіг Бауман (Ludwig Baumann), німецька теологиня й письменниця Доротея Зьоллє (Dorothee Steffensky-Sölle). Оскільки тодішній мер Ерфурта не схвалював ідею встановлення пам'ятника, зелені розгорнули офіційну кампанію про його доречність на пагорбі Петерсберг.
Після цього Міська комісія з мистецтва висловила невдоволення з приводу відсутності публічної пропозиції щодо участі в тендері. Після обговорення концепції та огляду першої виготовленої стели комісія розкритикувала все загалом — зокрема, за надмірність і за надто велику абстрактність.
Встигнути до запланованої дати 8 травня можливості не було, тож відкриття було перенесено на 1 вересня. Попри деякі подальші перешкоди, відкриття відбулося у призначений день.
Від самого початку розгорнулися громадські дебати. Зокрема, суперечки публікувалися в журналі Stadt und Geschichte. Часто солдатів, які все ще продовжували боролися, поважали більше, ніж дезертирів. Крім того, іноді засуджували солдатів Вермахту, які наважувалися дезертувати.
Через 15 років на пагорбі Петерсберг було відкрито виставку «Was damals Recht war. . . Soldaten und Zivilisten vor Gerichten der Wehrmacht». Повідомлялося також про успішне вшанування дезертирів у Німеччині та визнання їх жертвами нацизму.